# Сарр, Мамаду
Мамаду́ Сарр (фр. Mamadou Sarr; родился 29 августа 2005, Мартиг, Франция) — французский футболист, центральный защитник английского клуба «Челси», выступающий на правах аренды за «Страсбур».

## Клубная карьера
Сын французского футболиста Папа Сарра, Мамаду начал заниматься футболом в команде ЕССЛБ, прежде чем в 2012 году присоединиться к академии «Ланса», за который играл его отец, а в 2018 году после переезда стал играть за академию клуба «Олимпик Лион».
В сезоне 2021/2022 Сарр выиграл вместе с молодёжной командой «Лиона» Кубок Гамбарделлы.
9 июня 2025 года перешёл в английский клуб «Челси», подписав контракт до 2033 года. Дебютировал 24 июня 2025 года, выйдя на замену в матче Клубного чемпионата мира против тунисского «Эсперанса».

## Карьера в сборной
В апреле 2022 года Сарр был вызван в сборную Франции возрастом до 17 лет для участия в чемпионате Европы до 17 лет 2022 года. На том чемпионате Мамаду принял участие в 4 матчах своей сборной, а его команда победила в турнире.

## Достижения
«Челси»
- Победитель Клубного чемпионата мира: 2025

Сборная Франции (до 17 лет)
- Чемпион Европы до 17 лет: 2022